# Люк Монтаньє
Люк Монтаньє́ (фр. Luc Montagnier; 1 серпня 1932, Шабрі, Франція — 8 лютого 2022, Неї-сюр-Сен, Франція) — французький вірусолог, кавалер ордена Почесного легіону, лауреат Нобелівської премії з фізіології і медицини 2008 року, яку він розділив з Гаральдом цур Гаузеном і Франсуазою Барре-Сінуссі. Разом з Барре-Сінуссі відкрив у 1983 році ретровірус ВІЛ, що спричинює ВІЛ-інфекцію у людини.

## Біографія
Люк Монтаньє народився в місті Шабрі біля Туру в сім'ї бухгалтера. Його батько був ентузіастом науки і по вихідних займався експериментуванням в підвалі власного будинку. Монтаньє закінчив коледж Шатейеро і в 1953 році закінчив Університет Пуатьє, де отримав еквівалент бакалавра з природничих наук. Через два роки він закінчив Паризький університет із ступенем магістра. Потім працював асистентом у «Паризькому науковому факультеті» і викладав на кафедрі фізіології, де в 1960 році захистив дисертацію. У тому ж році Монтаньє отримав посаду в Національному центрі наукових досліджень (CNRS), але вирішив поїхати до Великої Британії на наукове стажування, де пропрацював три з половиною роки в Каршолтоні.
Більшість наукових робіт Монтаньє були виконані в Інституті Пастера в Парижі, саме тут його групою був відкритий вірус ВІЛ. Проте, залишається спірним питання про те, чи його група, чи група Роберта Ґалло з Національного інституту раку, США першою відкрила цей вірус. Суперечка частково стала результатом незвичайної схожості між виділеними штамами вірусу ВІЛ-1: Lai/LAV (виділений групою Монтаньє) і Lai/IIIB (виділений групою Ґалло) на фоні великої варіабельності вірусу, що з обох боків викликало підозру у використанні зразків конкуруючої лабораторії.

## Коронавірусна хвороба 2019
Люк Монтаньє стверджує, що пандемія коронавірусу 2019 року була створена людиною в лабораторії і це може бути результатом спроби створити вакцину проти ВІЛ/СНІД. Його звинувачення з'явилося після того, як США розпочали перевірку того, чи прийшов вірус з лабораторії. За словами Монтаньє, "наявність елементів ВІЛ та зародків малярії в геномі коронавірусу є дуже підозрілими, і характеристики вірусу не могли виникнути природним шляхом".
Розслідування, проведені у США, фактично підтвердили точку зору Монтаньє про витік КОВІД-19 з лабораторії.